# Den siste kejsaren
Den siste kejsaren (engelska: The Last Emperor, italienska: L'ultimo imperatore) är en biografisk film från 1987 i regi av Bernardo Bertolucci. Filmen vann nio Oscar för bland annat bästa film. Filmen skildrar Qingdynastins och Kinas siste kejsare Puyis liv från när han vid tre års ålder blev kejsare.

## Rollista (i urval)
- John Lone - Puyi (som vuxen)
- Joan Chen - Wanrong
- Peter O'Toole - Reginald Johnston
- Ying Ruocheng - Fånglägrets guvernör
- Victor Wong - Chen Baochen
- Dennis Dun - Big Li
- Ryuichi Sakamoto - Amakasu Masahiko
- Maggie Han -  Österns juvel
- Ric Young - Förhörsledare
- Vivian Wu - Wenxiu
- Cary-Hiroyuki Tagawa - Chang
- Jade Go -  Ar Mo, Puyis amma
- Fumihiko Ikeda - Överste Yoshioka
- Richard Vuu - Puyi (3 år gammal)
- Tijger Tsou - Puyi (8 år gammal)
- Wu Tao - Puyi (15 år gammal)
- Fan Guang - Pujie (som vuxen), Puyis lillebror
- Henry Kyi - Pujie (7 år gammal)
- Alvin Riley III - Pujie (14 år gammal)
- Lisa Lu - Änkekejsarinnan Cixi
- Hideo Takamatsu - General Hishikari Takashi
- Hajime Tachibana - Japansk översättare
- Basil Pao - Zaifeng, Puyis pappa
- Henry O - Lord Chamberlain

## Om filmen
Filmen är baserad på den siste Qingkejsaren Puyis (spökskrivna) självbiografi. Handlingen utspelar sig från slutet av Qingdynastin till kulturrevolutionen. Filmen var den första utländska som fick myndigheternas lov att spelas in på plats i Den förbjudna staden i Peking.

## Priser och nomineringar
Under Oscarsgalan 1988 vann filmen nio Oscarspriser:
- Oscar för bästa film (Jeremy Thomas)
- Oscar för bästa regi (Bernardo Bertolucci)
- Oscar för bästa manus efter förlaga (Mark Peploe och Bernardo Bertolucci)
- Oscar för bästa filmmusik (Ryuichi Sakamoto, David Byrne och Cong Su)
- Oscar för bästa foto (Vittorio Storaro)
- Oscar för bästa ljud (Bill Rowe och Ivan Sharrock)
- Oscar för bästa scenografi (Ferdinando Scarfiotti, Bruno Cesari och Osvaldo Desideri)
- Oscar för bästa kostym (James Acheson)
- Oscar för bästa klippning (Gabriella Cristiani)